# Подбородколистые листоносы
Подбородколистые листоносы (лат. Mormoops) — род млекопитающих семейства подбородколистые отряда рукокрылых. Обитают в Новом Свете. Название рода происходит от др.-греч. μορμώ- — что-то ужасное, страшило; -ὄψις — имеет вид.

## Общее описание
Голова и туловище длиной 50—73 мм, длина хвоста 18—31 мм, а длина предплечья 45—61 мм, масса тела 12—18 г. Зубная формула: 2/2, 1/1, 2/3, 3/3 = 34.

## Образ жизни
Эти летучие мыши начинают охотиться на насекомых позже вечером, чем большинство летучих мышей. Они, кажется, становятся менее активными в зимнее время, но не впадают в спячку.

## Классификация
Названия приведены в соответствии с АИ
- Mormoops blainvillei — Подбородколист Блейнвилля, или подбородколист Блэнвилла[2]
- † Mormoops magna
- Mormoops megalophylla — Подбородколист Петерса, или подбородколистый листонос[2]